# Zdrój (województwo warmińsko-mazurskie)
Zdrój (niem. Schönborn) – wieś w Polsce położona w województwie warmińsko-mazurskim, w powiecie braniewskim, w gminie Lelkowo.
W latach 1975–1998 miejscowość administracyjnie należała do województwa elbląskiego.